# Hasse Hellström
Hans "Hasse" Erik Hellström, född 22 oktober 1917 i Stockholm, död 19 oktober 2002 i Stockholm, var en svensk skulptör och tidigare silversmed. Han studerade vid Konstfack, Lena Börjessons skulpturskola samt i Paris och Italien. Hasse Hellström skulpterade ofta i koppar bland annat rörliga fontänskulpturer och även mobila ståltrådsskulpturer.

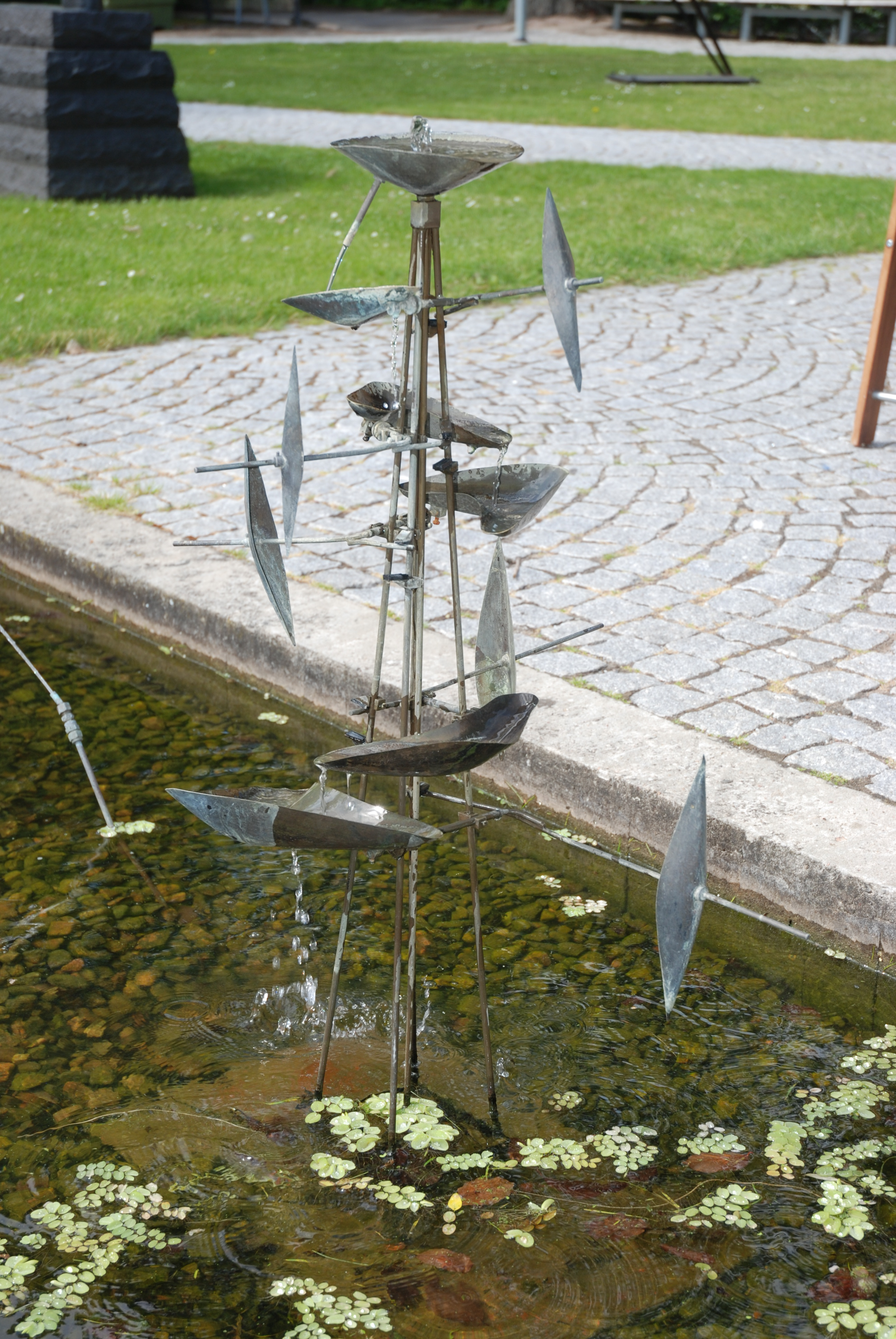
Hasse Hellströms modell till Vattenmobil II i skala 1:4 utanför Skissernas museum i Lund. Skulpturen ej utförd i full skala.